# Frank John Hughes
Frank John Hughes, född 11 november 1967 i Bronx, New York, USA, är en amerikansk skådespelare. Frank är känd bland annat för sin skildring av SSgt. Bill 'Wild Bill' Guarnere i den prisbelönade serien Band of Brothers.

## Filmografi

### Filmer
- 2012 – Blue Lagoon: The Awakening (TV-film)
- 2011 – AppleBox (kortfilm)
- 2011 – Leave
- 2009 – Bunker Hill (TV-film)
- 2008 – Righteous Kill
- 2008 – Yonkers Joe
- 2007 – Kings of South Beach (TV-film)
- 2007 – Company Man (TV-film)
- 2006 – The Path to 9/11 (TV-film)
- 2006 – Three Strikes
- 2005 – Magnificent Desolation: Walking on the Moon 3D
- 2002 – Catch Me If You Can
- 2002 – Big Shot: Confessions of a Campus Bookie (TV-film)
- 2001 – Anacardium
- 2000 – Robbers
- 1999 – Blink of an Eye
- 1999 – Lethal Angel
- 1997 – Mr. Vincent
- 1996 – No Way Home
- 1996 – The Funeral
- 1996 – Layin' Low
- 1995 – Bad Boys
- 1992 – My New Gun
- 1992 – Happy Hell Night
- 1991 – True Convictions
- 1991 – Candystore Conspiracy
- 1990 – Lonely in America

### TV-serier
- 2012 - Daybreak (2 avsnitt)
- 2012 - Justified (1 avsnitt)
- 2009-2010 - 24 (24 avsnitt)
- 2010 - Criminal Minds (1 avsnitt)
- 2009 - FlashForward (1 avsnitt)
- 2008 - NCIS: Naval Criminal Investigative Service (1 avsnitt)
- 2007 - Law & Order: Criminal Intent (1 avsnitt)
- 2007 - Sopranos (5 avsnitt)
- 2004-2005 - LAX (11 avsnitt)
- 2004 - Simma lugnt, Larry! (1 avsnitt)
- 2003 - Monk (1 avsnitt)
- 2003 - Brottskod: Försvunnen (1 avsnitt)
- 2003 - Boomtown (2 avsnitt)
- 2002 - The Guardian (2 avsnitt)
- 2001 - UC: Undercover (1 avsnitt)
- 2001 - Band of Brothers (7 avsnitt)
- 2000 - Cover Me: Based on the True Life of an FBI Family (8 avsnitt)
- 2000 - Martial Law (1 avsnitt)
- 1999 - På heder och samvete (1 avsnitt)
- 1999 - Sliders (1 avsnitt)
- 1997-1998 - Players (16 avsnitt)
- 1992 och 1997 - I lagens namn (2 avsnitt)
- 1997 - Feds (1 avsnitt)
- 1996 - Spanarna (2 avsnitt)
- 1996 - Viper (1 avsnitt)
- 1996 - Swift Justice (1 avsnitt)
- 1995 - Homicide: Life on the Street (2 avsnitt)

### Röst i TV-spel
- 2005 - Call of Duty 2: Big Red One
- 2005 - Call of Duty 2